# Fosterovi
Fosterovi (v anglickém originále The Fosters) je americký rodinný televizní seriál stanice Freeform (dříve ABC Family). Seriál sledoval život rodiny Fostersových, která se skládala z lesbického páru (hraje Teri Polo a Sherri Saum), který vychovával své biologické, adoptované děti a děti z pěstounské péče (hrají David Lambert, Maia Mitchell, Noah Centineo (dříve Jake T. Austin), Cierra Ramirez a Hayden Byerly)
Seriál pocházel z dílny Petera Paige a Bradleyho Bredewega, kteří také patřili k výkonným producentům společně s Jennifer Lopez. První řada měla premiéru 3. června 2013. Řada obdržela pozitivní kritiky, získala Mediální cenu GLAAD a Teen Choice Award. Druhá řada měla premiéru 16. června 2014. Třetí řada měla premiéru 8. června 2015. Čtvrtá řada měla premiéru 20. června 2016. Pátá řada měla premiéru 11. července 2017. Dne 3. ledna 2018 stanice oznámila zrušení seriálu po odvysílání páté řady. Řada se skládala také z třídílného finále, které se vysílalo ve dnech 4.–6. června.
Finále také sloužilo jako uvedení spin-offu seriálu nazvaného Good Trouble, ve kterém hrají Cierra Ramirez a Maia Mitchell. První řada má třináct dílů a sleduje život Callie a Mariany v jejich další části dospělého života.

## Děj
Lena Adams Foster (Sherri Saum) a Stef Adams Foster (Teri Polo) jsou pár žijící v San Diegu v Kalifornii. Lena pracuje v místní škole Anchor Beach a Stef pracuje jako policistka, společně vychovávají tři děti: Stefina biologického syna z předchozího manželství Brandona (David Lambert) a adoptovaná dvojčata Jesuse (Noah Centineo) a Marianu (Cierra Ramirez). V pilotní epizodě pár souhlasí, že pod svá křídla vezmou problémovou dívku Callie (Maia Mitchell) a jejího bratra Juda (Hayden Byerly). Jejich život se stává více komplikovaný, rodina se musí vypořádat se Stefiným partnerem v práci, jejím ex-manželem Mikem (Danny Nucci), Marianou, která se tajně stýká se svojí drogově závislou matkou, a narůstající přitažlivostí mezi Brandonem a Callie.

## Postavy a obsazení

### Hlavní role
- Teri Polo jako Stefanie „Stef“ Marie Adams Fosterová – Stef je policistka. Ona a Mike Foster, její spolupracovník v práci, jsou biologičtí rodiče Brandona, rozvedli se poté co Stef potkala Lenu a uvědomila si, že je lesba a že chce žít s Lenou.
- Sherri Saum jako Lena Elizabeth Adams Fosterová – Lena je manželka Stef, Brandonova nevlastní matka. Lena pracuje na místní škole Anchor Beach.
- Maia Mitchell jako Callie Adams Fosterová – Callie je 16letá dívka, která miluje svého bratra Juda, je poslaná do nápravného centra, poté co zničí auto, aby ochránila Juda před jejich pěstounským otcem. Poté co je z centra propuštěna, přichází k Fosterům. Callie a Brandon zachraňují Juda, který se poté také připojí k rodině. Během série létají jiskry mezi ní a Brandonem. Má kamaráda/přítele Wyatta. Nemůže být adoptovaná, protože Donald, biologický otec Juda, není jejím otcem.
- David Lambert jako Brandon Foster – Brandon je 16letý syn Stef a Mika. Je velmi talentovaný, umí hrát na piáno, skládá písničky. Během první série se snaží dostat blíže ke Callie, i když se ho bojí. Nakonec si uvědomí, že Callie potřebuje více rodinu než vztah.
- Jake T. Austin (1.–2. řada) Noah Centineo (od 3. řady) jako Jesus Foster – Jesus je jedno z dvojčat, které Lena a Stef adoptovali. Je mu 15 let a trpí ADHD, na které bere léky. Začne chodit s Lexi (nejlepší kamarádkou Mariany), která se musí odstěhovat do Hondurasu.
- Cierra Ramirez jako Mariana Fosterová – Jedno z dvojčat, které Stef a Lena adoptovali. Je velmi chytrá, populární a mluví plynně španělsky. V první sérii se snaží obnovit vztah se svojí biologickou drogově závislou matkou.
- Hayden Byerly jako Jude Jacob Adams Foster – Jude je Calliin bratr, kterého Callie a Brandon zachrání od pěstounského otce. Je to tiché dítě, po nastěhování k Fosterům se změní a začíná být více komunikativní a živý. Ve škole najde nového kamaráda Connora a Jude začíná řešit otázku ohledně jeho orientace.
- Danny Nucci jako Michael „Mike“ Foster – Mike pracuje na policii jako Stefin partner, je to biologický otec Brandona. Během sérii je odhalen Mikův problém s alkoholem.

### Vedlejší role

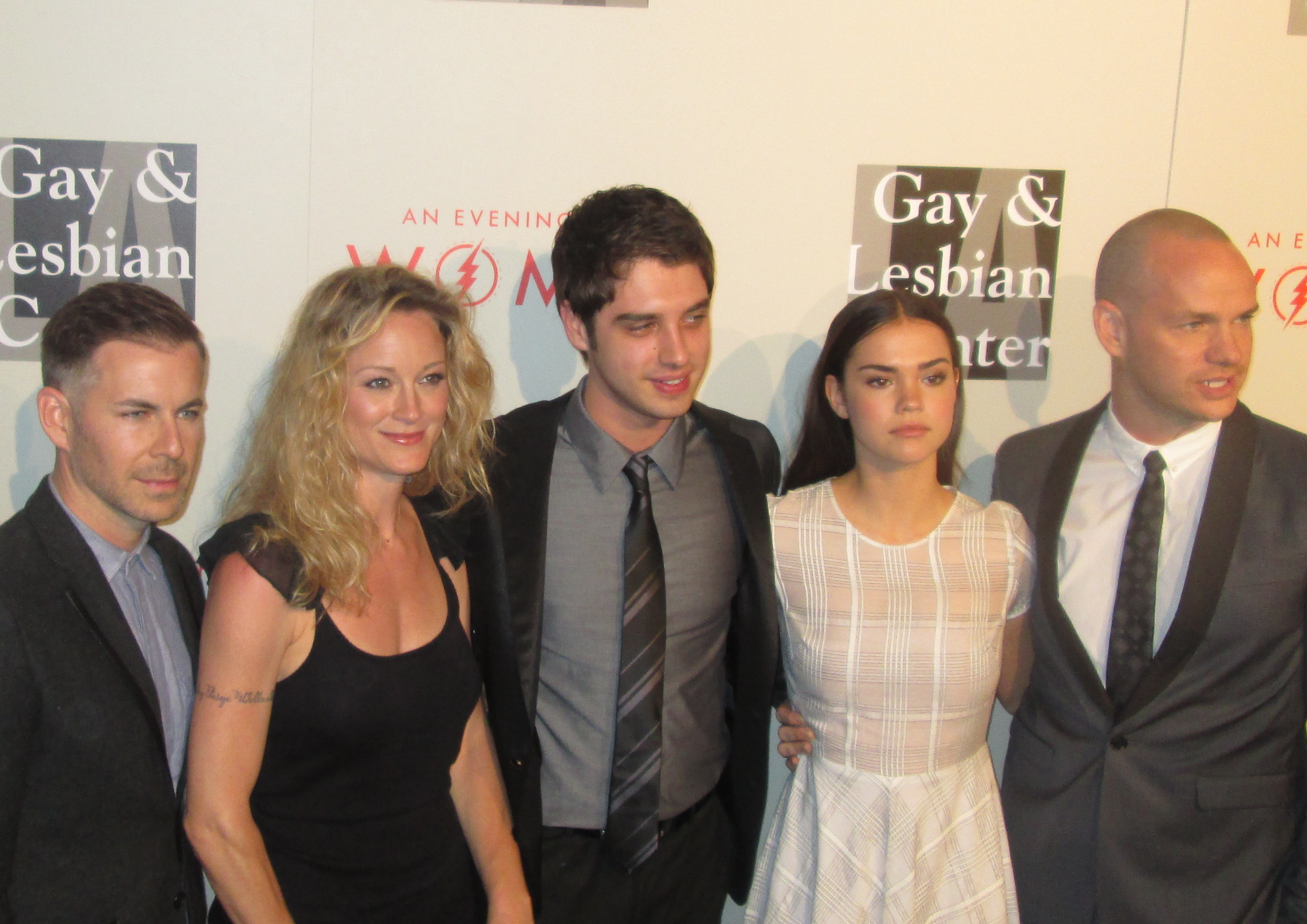
Obsazení seriálu

- Daffany Clark jako Daphne Keene, Callie kamarádka, kterou poznala v polepšovně a v Girls' United
- Jay Ali jako Timothy, učitel, byl biologickým otcem Stef a Leny dítěte, předtím než Lena potratila.
- Alexandra Barreto jako Ana Gutierre, Jesusovo a Mariany biologická matka
- Lorraine Toussaint jako Dana Asams, matka Leny
- Stephen Collins a Bruce Davison (3. řada) jako reverend Stuart Adams, otec Leny
- Amanda Leighton jako Emma, Jesusova bývalá přítelkyně, členka wrestlingového týmu.
- Bailee Madison jako Sophia Quinn, dcera Roberta Quinn a nevlastní sestra Callie.
- Jordan Rodrigues jako Mat, kytarista z kapely, bývalý přítel Mariany.
- Annika Marks jako Monte Porter, ředitelka střední školy Anchor Beach.
- Madison Pettis jako Daria, spolužačka Juda, bývalá přítelkyně Connora.
- Izabela Vidovic jako Taylor, spolužačka Juda.
- Tom Williamson jako AJ, problémový kluk, který utekl od pěstounské rodiny, později si ho adoptuje Mike, bývalý přítel Callie.
- Denyse Tontz jako Cortney Strathmore, Brandonova bývalá přítelkyně, která má syna.
- Louis Hunter jako Nick Stratos, Jesusovo kamarád a Mariany bývalý přítel.
- Brandon Quinn jako Gabriel Duncroft, biologický otec Jesuse a Mariany.
- Elliot Fletcher jako Aaron, student práv, kamarád Callie, bývalý přítel Callie.
- Kalema Epstein jako Noah, Judovo spřízněná duše.
- Gavin MacIntosh jako Connor Stevens, Judovo první láska.
- Alex Saxon jako Wyatt, Calliin kamarád/přítel, v epizodě „I Do“ se rozhodl, že se vrací do Indiany za rodinou.
- Bianca A. Santos jako Lexi Rivera, nejlepší kamarádka Mariany, bývalá přítelkyně Jesuse, odstěhovala se do Hondurasu
- Madisen Beaty jako Talya Banks, bývalá Brandonova přítelkyně.
- Kerr Smith jako Robert Quinn, biologický otec Callie.
- Ashley Argota jako Lou, zpěvačka z kapely Someone's Little Sister, bývalá přítelkyně Brandona.
- Anne Winters jako Kelsey, dívka, která byla poslaná na odvykací kúru kvůli problémům s drogami. Pěkná mrcha.
- Brandon W. Jones jako Liam Olmstead, kluk z jedné z bývalých Calliiných pěstounských rodin, Liam Callie znásilnil.
- Julian De La Celle jako Zac Rogers, kluk, který pracoval na školní hře, byl prvním přítelem Mariany. Chodili spolu, dokud se neodstěhoval za svým otcem.
- Marla Sokoloff jako Dani, Mikova bývalá přítelkyně, bývalá alkohočka, zneužila Brandona.
- Romy Rosemont jako Amanda Rogers, Zacova matka, která trpí Alzheimerovou nemocí.
- Reiley McClendon jako Vico, kluk z wrestlingového týmu, který poskytl Brandovi falešné občanky, nyní je na vojenské škole.
- Caitlin Carver jako Hayley Heinz, kamarádka Mariany z tanečního kroužku, bývalá přítelkyně Jesuse, pěkná mrcha.
- se a Mariany
- Elliot Fletcher jako Aaron Baker, studen práv, bývalý přítel Callie
- Kalama Epstein jako Noah, Judův druhý přítel
- Meg DeLacy jako Grace, bývalá přítelkyně Brandona. Zemřela na leukémii.

### Hostující role
- Rossie O'Donnel jako Rita Hendricks, vedoucí skupiny United Girls, stala se Calliinou přítelkyní.
- Annie Potts jako Sharon Elkin, Stefina matka, bývalá žena Franka
- Patrick Duffy jako Robert Quinn Sr., Robertovo otec, Calliein biologický dědeček.
- Rob Morrow jako Will, Sharonin přítel.

## Produkce

### Koncept

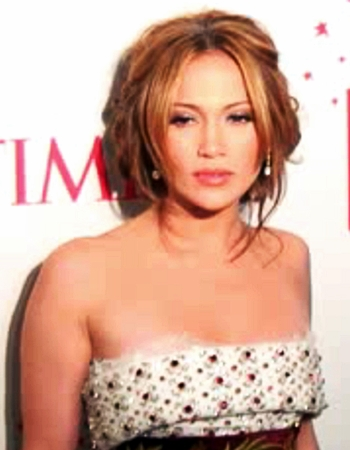
Výkonná producentka Jennifer Lopez

Za seriálem stojí otevření gayové Bradley Bredeweg a Peter Paige, kteří chtěli napsat drama, které ovlivní „moderní americké rodiny“. Původně chtěli psát o dvou gay otcích, kteří vychovávají děti, ale to už v televizi bylo a tak začali přemýšlet o dvou ženách.

### Vývoj
Tým představil seriál Jennifer Lopez prostřednictvím jejich kamaráda, který pracoval v její produkční firmě Nuyorican Porductions. Na straně s Jennifer týmem hledal stanici, která by seriál vysílala a našli ABC Family. 6. července 2012 The Hollywood Reporter oznámil, že Jennifer Lopez a její produkční firma Nuyorican Productions rozvíjí hodinové drama pro ABC Family s výkonnými producenty Simonem Fieldsem, Gregorem Gugliottou a tvůrci Peterem Paigem a Bradem Bredewegem.

### Casting
23. srpna 2012 bylo oznámeno, že ABC Family objednává pilotní díl k seriálu Fosterovi, který bude vyprávět příběh lesbického páru, který v 21. století vychovává adoptované děti a děti z pěstounské péče. 24. září 2012 bylo oznámeno, že Teri Polo a Sherri Saum byly obsazené do dvou hlavních rolí, Stef Adams Foster a Leny Adams Foster. 6. února 2013 bylo oznámeno, že ABC dalo seriálu zelenou a natáčení mohlo začít. 11. dubna 2013 TV Guide ukázal světu první oficiální fotku obsazení seriálu, první trailer se objevil 19. dubna 2013.

## Vysílání
Premiéra seriálu byla 3. června 2013 a běželo prvních deset dílů. 30. července 2013 byla objednána plnohodnotná řada a přidalo se dalších jedenáct dílů, seriál se na obrazovky vrátil 13. ledna 2014. 11. října 2013 ABC obnovilo seriál pro druhou řadu, která měla premiéru 16. června 2014. Letní finále bylo stanoveno na 18. srpna 2014. V červenci ABC Family oznámilo vánoční speciál, který měl premiéru v prosinci a druhá polovina druhé řady měla premiéru v lednu roku 2015. 13. ledna 2015 získal seriál třetí řadu, která měla premiéru 8. června 2015 a její druhá polovina pak 25. ledna 2016. V listopadu 2015 stanice oznámila natáčení čtvrté řady, ta měla premiéru 20. června 2016. Pátá řada byla potvrzena 10. ledna 2017. Dne 3. ledna 2018 stanice oznámila zrušení seriálu po odvysílání páté řady. Řada se skládala také z třídílného finále, které se vysílalo ve dnech 4.–6. června. Finále také sloužilo jako uvedení spin-offu seriálu nazvaného Good Trouble, ve kterém si zahrají Cierra Ramirez a Maia Mitchell. První řada bude mít třináct dílů a bude sledovat život Callie a Mariany v jejich další části dospělého života.

### Webové díly
27. ledna 2014 bylo ABC Family potvrzen spin-off seriálu Fosterovi, který se jmenuje The Fosters: Girls United a jedná se o 5 webových dílů, které sledují příběhy dívek z domova. V seriálu se objevily Maia Mitchell, Daffany Clark, Cherinda Kincherlow, Annamarie Kenoyer, Alicia Sixtos, Hayley Kiyoko, a Angela Gibbs.

## Ocenění a nominace
| Rok  | Ocenění                | Kategorie                             | Nominováni                                      | Výsledek  |
| ---- | ---------------------- | ------------------------------------- | ----------------------------------------------- | --------- |
| 2013 | Teen Choice Awards     | objev roku: pořad                     |                                                 | vítězství |
| 2013 | Teen Choice Awards     | nejlepší letní televizní seriál       |                                                 | nominace  |
| 2013 | Teen Choice Awards     | letní televizní hvězda: muž           | Jake T. Austin                                  | nominace  |
| 2013 | Teen Choice Awards     | letní televizní hvězda: žena          | Maia Mitchell                                   | nominace  |
| 2014 | Image Awards           | nejlepší režie: dramatický seriál     | Millicent Shelton (za díl „Clean“)              | nominace  |
| 2014 | Mediální cena GLAAD    | nejlepší dramatický seriál            |                                                 | vítězství |
| 2014 | Mediální cena GLAAD    | Vanguard Award                        | Jennifer Lopez (výkonná producentka)            | vítězství |
| 2014 | TCA Awards             | nejlepší program pro mladé            |                                                 | nominace  |
| 2014 | Teen Choice Awards     | nejlepší dramatický seriál            |                                                 | nominace  |
| 2014 | Teen Choice Awards     | nejlepší televizní herec: drama       | Jake T. Austin                                  | nominace  |
| 2014 | Teen Choice Awards     | nejlepší televizní herečka: drama     | Maia Mitchell                                   | nominace  |
| 2014 | Teen Choice Awards     | letní televizní hvězda: muž           | David Lambert                                   | nominace  |
| 2014 | Teen Choice Awards     | letní televizní hvězda: žena          | Cierra Ramirez                                  | nominace  |
| 2015 | Mediální cena GLAAD    | nejlepší dramatický seriál            |                                                 | nominace  |
| 2015 | TCA Awards             | nejlepší program pro mladé            |                                                 | vítězství |
| 2015 | Imagen Awards          | nejlepší dramatický seriál            |                                                 | nominace  |
| 2015 | BMI Film & TV Awards   | nejlepší hudba v seriálu              | Alec Puro                                       | vítězství |
| 2015 | Teen Choice Awards     | nejlepší dramatický seriál            |                                                 | nominace  |
| 2015 | Teen Choice Awards     | nejlepší televizní herečka: drama     | Maia Mitchell                                   | nominace  |
| 2015 | Teen Choice Awards     | nejlepší televizní herec: drama       | Jake T. Austin                                  | nominace  |
| 2015 | Teen Choice Awards     | letní televizní hvězda: muž           | David Lambert                                   | nominace  |
| 2016 | People's Choice Awards | nejlepší kabelový seriál: drama       |                                                 | nominace  |
| 2016 | Mediální cena GLAAD    | nejlepší dramatický seriál            |                                                 | nominace  |
| 2016 | Imagen Awards          | nejlepší dramatický seriál            |                                                 | nominace  |
| 2016 | Young Artist Awards    | nejlepší obsazení televizního seriálu | Hayden Byerly, Jake T. Austin a Gavin MacIntosh | nominace  |
| 2016 | Teen Choice Awards     | nejlepší televizní herečka: drama     | Maia Mitchell                                   | nominace  |
| 2016 | Teen Choice Awards     | nejlepší letní televizní seriál       |                                                 | nominace  |
| 2016 | Teen Choice Awards     | letní televizní hvězda: muž           | David Lambert                                   | nominace  |
| 2016 | Teen Choice Awards     | letní televizní hvězda: žena          | Cierra Ramirez                                  | nominace  |
| 2017 | Teen Choice Awards     | nejlepší letní televizní seriál       |                                                 | nominace  |
| 2017 | Teen Choice Awards     | letní televizní hvězda: muž           | David Lambert                                   | nominace  |
| 2017 | Teen Choice Awards     | letní televizní hvězda: muž           | Noah Centineo                                   | nominace  |
| 2017 | Teen Choice Awards     | letní televizní hvězda: žena          | Cierra Ramirez                                  | nominace  |
| 2017 | Teen Choice Awards     | letní televizní hvězda: žena          | Maia Mitchell                                   | nominace  |
| 2018 | Teen Choice Awards     | nejlepší seriál: drama                |                                                 | nominace  |
| 2018 | Teen Choice Awards     | nejlepší televizní herečka: drama     | Maia Mitchell                                   | nominace  |